# Kopczyk
Kopczyk (664 m n.p.m.) – szczyt w Karkonoszach, w obrębie Lasockiego Grzbietu.
Położony jest w południowej części Lasockiego Grzbietu, w niezbyt wyraźnym bocznym grzbiecie odchodzącym ku wschodowi od Kopiny, pomiędzy Opawą na północy a Niedamirowem na południu. Na północy znajduje się dolina Opawy, a na południu Ostrężnika.
Zbudowany ze skał metamorficznych wschodniej osłony granitu karkonoskiego – głównie zieleńców z wkładkami wapieni krystalicznych (marmurów).
Na północno-zachodnim zboczu znajdują się skałki o nazwie co góra, a na zachód od szczytu stoją resztki starego wapiennika.